# Lukas Reich
Lukas Reich (* 24. Oktober 2006 in Erding) ist ein deutscher Fußballspieler. Der Außenverteidiger steht seit Sommer 2025 bei der SpVgg Greuther Fürth in der 2. Fußball-Bundesliga unter Vertrag.

## Karriere

### Verein
Reich stieß vom FC Forstern kommend 2016 zur Nachwuchsabteilung des TSV 1860 München, für die er später in der B-Junioren- sowie A-Junioren-Bundesliga auflief. In der Spielzeit 2023/24 war er auch im Klub Stammspieler in der Abwehr, als die A-Junioren-Mannschaft den achten Platz ihrer Staffel belegte. Parallel spielte er sich in den Fokus von Argirios Giannikis, dem Cheftrainer der Drittligamannschaft. Am 28. April 2024 kam er als Einwechselspieler für Michael Glück bei der 0:2-Niederlage im S-Bahn-Derby gegen die SpVgg Unterhaching zu seinem Profidebüt. Nachdem kurz vor Ende der Drittliga-Spielzeit 2023/24 der Klassenerhalt gesichert war, stand er in den abschließenden Saisonspielen gegen Rot-Weiss Essen und Arminia Bielefeld in der Startelf. Dort etablierte er sich und war auch in der folgenden Saison über weite Strecken Stammspieler als Rechtsverteidiger. Bis Mitte Januar 2025 kam er zu 21 Drittligaspielen.
Im Sommer 2025 wechselte er zur SpVgg Greuther Fürth und unterschrieb dort einen Vertrag bis 2028.

### Nationalmannschaft
Christian Wück berief Reich im Mai 2022 zu Länderspielen der U-16-Auswahlmannschaft gegen Frankreich, in der U-16-Auswahl hatte er zwei Einsätze. 2023 lief er unter Hanno Balitsch auch in der U-18-Nationalmannschaft auf. In dieser Auswahl bestritt er vier Länderspiele.
Zudem wurde er in den Kader der U-19-Nationalmannschaft berufen, in der er am 12. Oktober 2024 bei der 0:2-Niederlage in Rumänien zu seinem ersten Einsatz kam. Er nahm an der U-19-Europameisterschaft 2025 teil und erreichte mit seinem Team das Halbfinale.